# Roberta Alexander
Roberta Alexander (Lynchburg, 3 marzo 1949) è un soprano statunitense.

## Biografia
Nata a Lynchburg nel 1949, studiò canto alla Virginia State University e si trasferì nei Paesi Bassi all'età di ventitré anni. Qui fece il suo debutto sulle scene nel 1975 come Fanny ne La cambiale di matrimonio in cartellone alla Nationale Opera. Nello stesso anno fu Bubikopf nella prima assoluta di Der Kaiser von Atlantis. Ad Amsterdam apparve anche come Ninetta ne L'amore delle tre melarance, la seconda ninfa in Rusalka e la quinta ancella in Elettra. Negli anni successivi cominciò anche a cantare ruoli principali in opere di Mozart alla Staatsoper Unter den Linden e all'Opernhaus Zürich, come la contessa ne Le nozze di Figaro, Fiordiligi in Così fan tutte ed Elettra in Idomeneo. 
Nel 1980 fece il suo debutto negli Stati Uniti come Pamina ne Il flauto magico alla Houston Grand Opera. Nello stesso fece il suo esordio alla San Francisco Opera come Anne Sexton in Transformations. Nel 1981 fu Daphne nell'opera di Strauss alla Santa Fe Opera, diretta da John Crosby. Il suo esordio al Metropolitan Opera House risale al 1983, quando cantò come Zerlina in Don Giovanni; è apparsa regolarmente al Metropolitan per i trent'anni successivi, cantando in ruoli quali Bess in Porgy and Bess (1985, rimpiazzando all'ultimo momento Grace Bumbry), Jenůfa (1987), Antonia ne I racconti di Hoffmann (1987), Vitellia ne La clemenza di Tito (1987, 1991), Mimì ne La bohème (1987), la contessa d'Almaviva (1988, 1989) e Donna Elvira in Don Giovanni (1990).
Nel 1982 esordì alla Komische Oper Berlin come Mimì, un ruolo che sostenne anche al suo debutto alla Royal Opera House nel 1984 e (in lingua inglese) alla English National Opera nel 1992. Nel 1985 esordì al Theater an der Wien come Cleopatra nel Giulio Cesare, mentre l'anno dopo fu la volta dell'esordio alla Wiener Staatsoper come Donna Elvira; tornò alla Staatsoper una ventina di volta nei cinque anni seguenti, cantandovi come Jenůfa e nei ruoli mozartiani di Vitellia, Elettra e Fiordiligi. Nel 1989 cantò con grande successo come Jenůfa anche al suo esordio al Glyndebourne Festival Opera, dove tornò come Vitellia nel 1995. Nel 1994 fu l'eponima protagonista della Beatrice Cenci di Berthold Goldschmidt a Berlino e nel 1997 fu Donna Elvira alla Florida Grand Opera. 
Nel 2004 interpretò Hannah Pitt nella prima assoluta dell'adattamento operistico di Angels in America realizzato da Péter Eötvös e portato al debutto al Théâtre du Châtelet. Ha continuato a cantare in ruoli secondari anche in età avanzata: nel 2009 fu Maria in Porgy & Bess a Ganz, diretta da Nikolaus Harnoncourt; cantò poi come Funfte Mägd in Elettra al Teatro alla Scala (2014 e 2018) e al Metropolitan (2016), mentre nel 2019 tornò al Covent Garden come Curra ne La forza del destino.